# Zentrum für Außergewöhnliche Museen

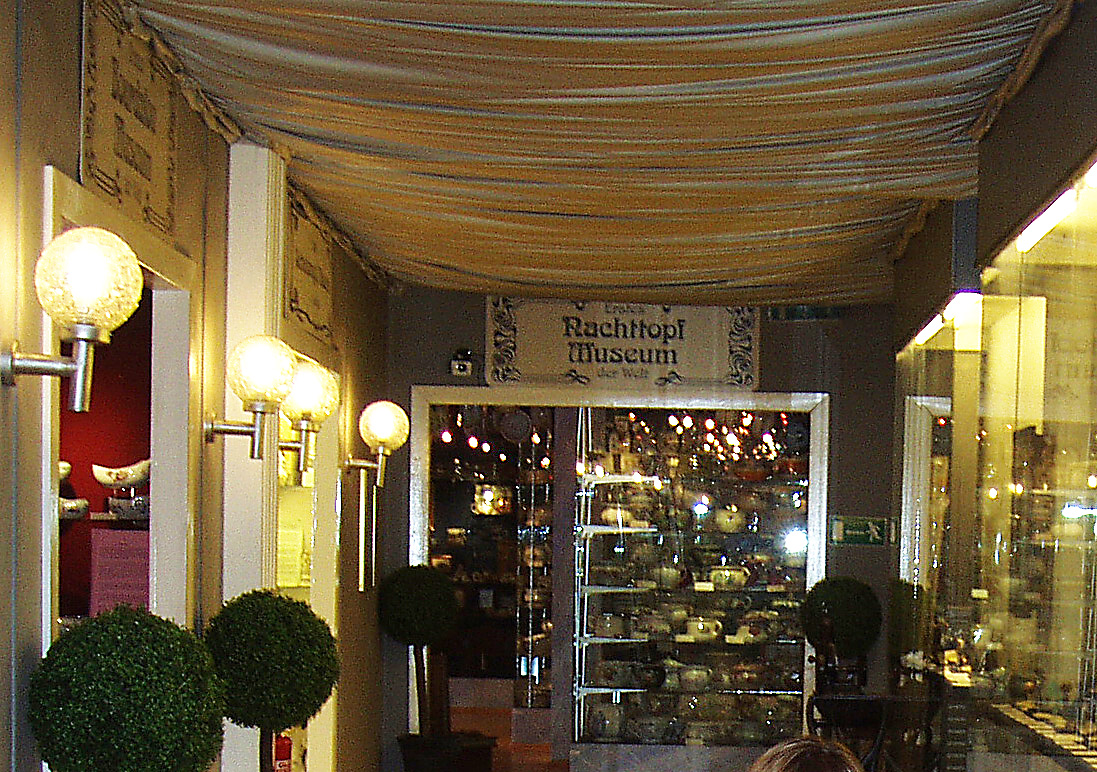
Eingangsbereich zu den diversen Sammlungen – im Hintergrund zum Nachttopf-Museum

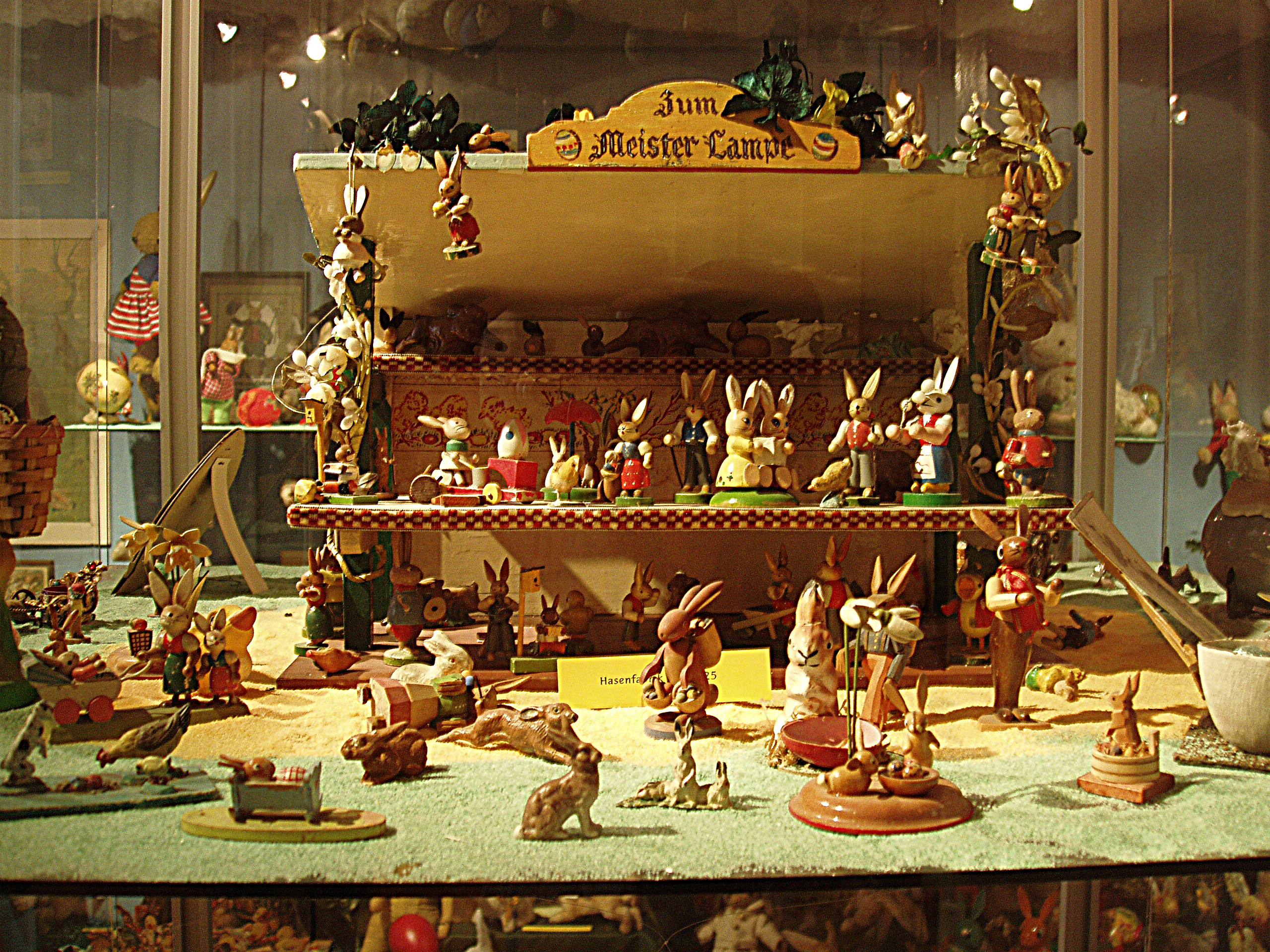
Vitrine in der Sammlung des Osterhasen-Museums

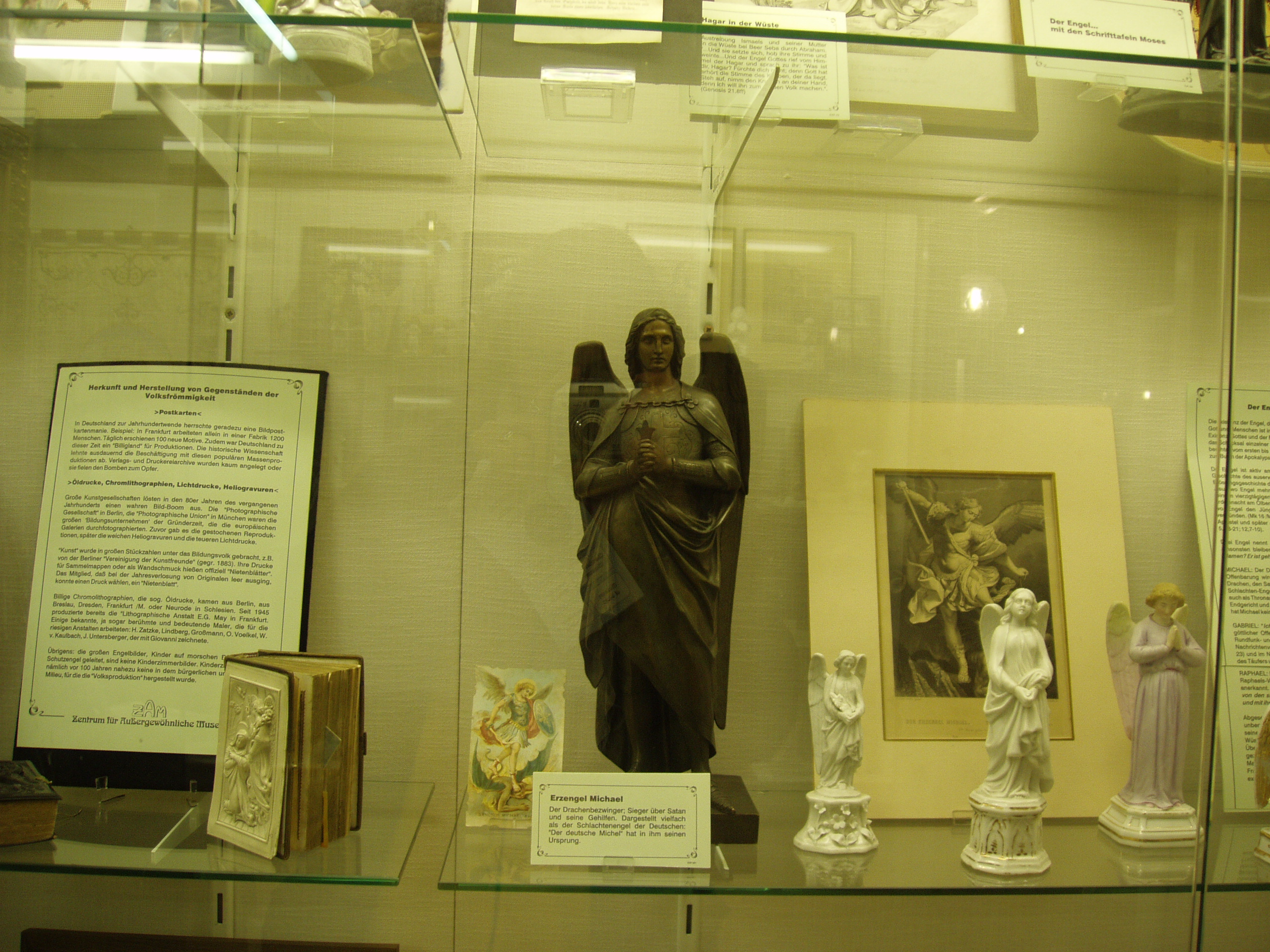
Vitrine in der Sammlung des Schutzengel-Museums

Das Zentrum für Außergewöhnliche Museen (ZAM) in München vereinte sieben ungewöhnliche Museen unter einem Dach. Es lag in der Westenriederstr. 41 (Lage) in der Altstadt von München.
Gründer und Sammler der Ausstellungsstücke war Manfred Klauda, der nebenbei auch Weltrekordhalter im Tretautofahren war. Nachdem er im Jahr 2000 bei einem Autounfall gestorben war, musste sein Zentrum für Außergewöhnliche Museen im Juni 2005 geschlossen werden. Viele seiner Sammlerstücke blieben im Familienbesitz, einige wurden auch verkauft. 240 Ausstellungsstücke des Sisi-Museums erwarb das Wiener Sisi-Museum für 850.000 Euro. Andere Sammlungsobjekte, zum Beispiel Nachttöpfe, wurden vor der Schließung des Museums an Privatpersonen verkauft.

## Sammlungen
- Tretauto-Museum
- Nachttopf-Museum
- Sisi-Museum
- Osterhasen-Museum
- Bourdalou-Museum
- Parfumflakon-Museum
- Schutzengel-Museum
- Vorhängeschloss-Museum